# Пасинки (Мядельський район)
Пасинки (біл. вёска Пасынкі) — село в складі Мядельського району Мінської області, Білорусь. Село підпорядковане Нарачанській сільській раді, розташоване в північній частині області.